# Russian Penguins
Russian Penguins var ett ryskt ishockeylag som tillhörde den ryska ishockeyklubben HK CSKA Moskva och som spelade en säsong i den amerikanska ishockeyligan International Hockey League (IHL). De spelade dock bara 13 tävlingsmatcher, en bortamatch mot vardera motstånd i IHL, för säsongen 1993–1994 utöver sitt ordinarie spelschema i den ryska Internationella hockeyligan som HK CSKA. Russian Penguins leddes av den legendariske ryske tränaren Viktor Tichonov, som var tränare för just HK CSKA.

## Historik
Bakgrunden till det hela var att HK CSKA var på ruinens brant rent finansiellt och var på dekis sportsligt efter Sovjetunionens fall, ishockeyklubben gjorde ett sista desperata försök och det var att försöka få hjälp i Nordamerika, främst av National Hockey League (NHL) och dess medlemsorganisationer. I februari 1993 flög ledare för HK CSKA och Tichonov till Montréal, Québec i Kanada och närvarade på NHL:s årliga All-Star-match. Den amerikanska ishockeyorganisationen Pittsburgh Penguins och två av tre delägare Howard Baldwin (majoritet) och Tom Ruta nappade och grundade ett konsortium med namnet Penguin Army International Ltd., där bland andra skådespelaren Michael J. Fox och ishockeyspelaren Mario Lemieux, var två av delägarna. De betalade mer än en miljon amerikanska dollar för 50% av HK CSKA samt ett operatörskontrakt för inomhusarenan CSKA:s ispalats. Syftet med investeringen var från amerikanarnas sida att få lättare tillgång till ryska ishockeyspelare samt att få göra affärer i Ryssland medan från ryssarnas sida så var det för att överleva och lära sig att bli mer "västerländsk" att driva en sportklubb och arena rent kommersiellt. Baldwin ordnade så att globala utländska företag som bland annat Adidas, CCM, The Coca-Cola Company, Kraft Foods, McDonald's och Mercedes blev sponsorer åt HK CSKA och i och med detta kunde de komma på fötter igen. Gamla sovjetiska ledare var dock skeptiska till detta i början men fick ge med sig när de insåg hur mycket det betydde för klubben. I februari 1994 grundades Russian Penguins och som åkte över till USA och spelade tävlingsmatcher mot samtliga 13 lag i IHL för säsongen 1993–1994 samt en träningsmatch mot Pittsburgh Penguins farmarlag Cleveland Lumberjacks, en match som man förlorade med 8-1. Laget spelade 14 matcher på 25 dagar, i sovjetisk/rysk sport var det okänt att sportlag spelade matcher dagen därpå efter spelad match, vilket är vanligt i nordamerikansk lagsport. Trots alla förluster blev det dock succé och det drog fulla hus vart än Russian Penguins spelade i USA. 1994 köpte underhållningsjätten Walt Disney Company in sig i konsortiet för att hjälpa till med marknadsföringen av HK CSKA. Redan 1995 sålde konsortiet sin aktieandel i HK CSKA på grund av bland annat två anledningar. Ena var att NHL och Internationella ishockeyförbundet (IIHF) hade slutit ett avtal som resulterade i att NHL behövde inte betala lika mycket för icke-nordamerikanska spelare som blev draftade i NHL Entry Draft, vilket gjorde att HK CSKA blev mindre lönsamt för amerikanarna. Den andra anledningen var dock mer bekymmersamt för Baldwin och sina affärspartners, och det var att individer ur rysk organiserad brottslighet hade börjat visat intresse i ishockeyklubben och köpt in sig i den andra halvan av aktieinnehavet (den som inte ägdes av Penguin Army International) i HK CSKA.

## Statistik

### Lag
| Säsong    | Matcher | Vinster | Förluster | Övertidsförluster | Strafförluster | Poäng | Gjorda mål | Insläppta mål | Källa |
| --------- | ------- | ------- | --------- | ----------------- | -------------- | ----- | ---------- | ------------- | ----- |
| 1993–1994 | 13      | 2       | 9         | 2                 | 0              | 6     | 35         | 64            | [ 5 ] |

### Spelare
Källa: 
| Andrej Vasiljev     | VF | 13 | 10 | 6 | 16 | 4  | -6  |
| Sergej Brylin       | C  | 13 | 4  | 5 | 9  | 18 | -5  |
| Valentin Morozov    | F  | 11 | 3  | 5 | 8  | 2  | -3  |
| Denis Vinokurov     | VF | 13 | 3  | 3 | 6  | 12 | -9  |
| Vladislav Jakovenko | B  | 6  | 0  | 6 | 6  | 10 | -3  |
| Oleg Belov          | HF | 11 | 3  | 2 | 5  | 10 | -7  |
| Albert Lesjtjov     | F  | 12 | 2  | 3 | 5  | 4  | -6  |
| Aleksandr Osadtsnj  | B  | 11 | 0  | 5 | 5  | 24 | -9  |
| Aleksandr Charlamov | HF | 12 | 2  | 2 | 4  | 4  | -6  |
| Vladimir Zjasjkov   | ?  | 9  | 2  | 1 | 3  | 19 | -4  |
| Michail Belobragin  | F  | 7  | 1  | 2 | 3  | 2  | -4  |
| Boris Zelenko       | C  | 9  | 1  | 2 | 3  | 0  | -2  |
| Roman Mozgunov      | B  | 8  | 2  | 0 | 2  | 4  | -6  |
| Andrej Jakovenko    | B  | 3  | 1  | 1 | 2  | 2  | 0   |
| Jurij Juresko       | B  | 6  | 0  | 2 | 2  | 16 | -5  |
| Vasilij Turkovskij  | B  | 6  | 0  | 2 | 2  | 11 | 0   |
| Artur Oktjabrev     | B  | 10 | 0  | 2 | 2  | 12 | -10 |
| Dmitrij Gorenko     | F  | 8  | 1  | 0 | 1  | 2  | -5  |
| Sergej Resjetnikov  | B  | 5  | 0  | 1 | 1  | 2  | -4  |
| Aleksej Ysaikin     | ?  | 6  | 0  | 1 | 1  | 10 | -5  |
| Sergej Seljanin     | B  | 9  | 0  | 1 | 1  | 24 | -1  |
| Stanislav Sjalnov   | B  | 2  | 0  | 0 | 0  | 2  | 0   |
| Jan Golubovskij     | B  | 8  | 0  | 0 | 0  | 23 | -3  |
| Aleksandr Titov     | ?  | 9  | 0  | 0 | 0  | 8  | -5  |

| Nikolaj Chabibulin | 12 | 2 | 7 | 2 | 0,873 | 4,41 | 1 | 639 |
| Sergej Zvjagin     | 4  | 0 | 2 | 0 | 0,806 | 6,00 | 0 | 140 |